# Münchhausen
Münchhausen település Németországban, Hessen tartományban. Lakosainak száma 3338 fő (2023. december 31.).

## Népesség
A település népességének változása:
| Lakosok száma | 3320 | 3308 | 3267 | 3315 | 3338 |
|               | 2017 | 2019 | 2021 | 2022 | 2023 |